# 异温动物

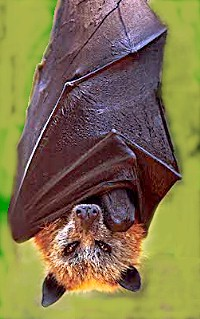
蝙蝠是一種異溫動物

异温动物是指同時具有變溫性和恒温性的動物。异温动物可以自己選擇通過體內調節體溫，也可以選擇通過外部環境來調節體溫。有些動物在正常情況下會維持體溫恆定，但一旦食物不足或過於寒冷它們就選擇冬眠，此時體溫就不再保持恆定並且隨環境溫度變化。黃鼠、刺猬和蝙蝠就是异温动物。